# Manifiesto futurista

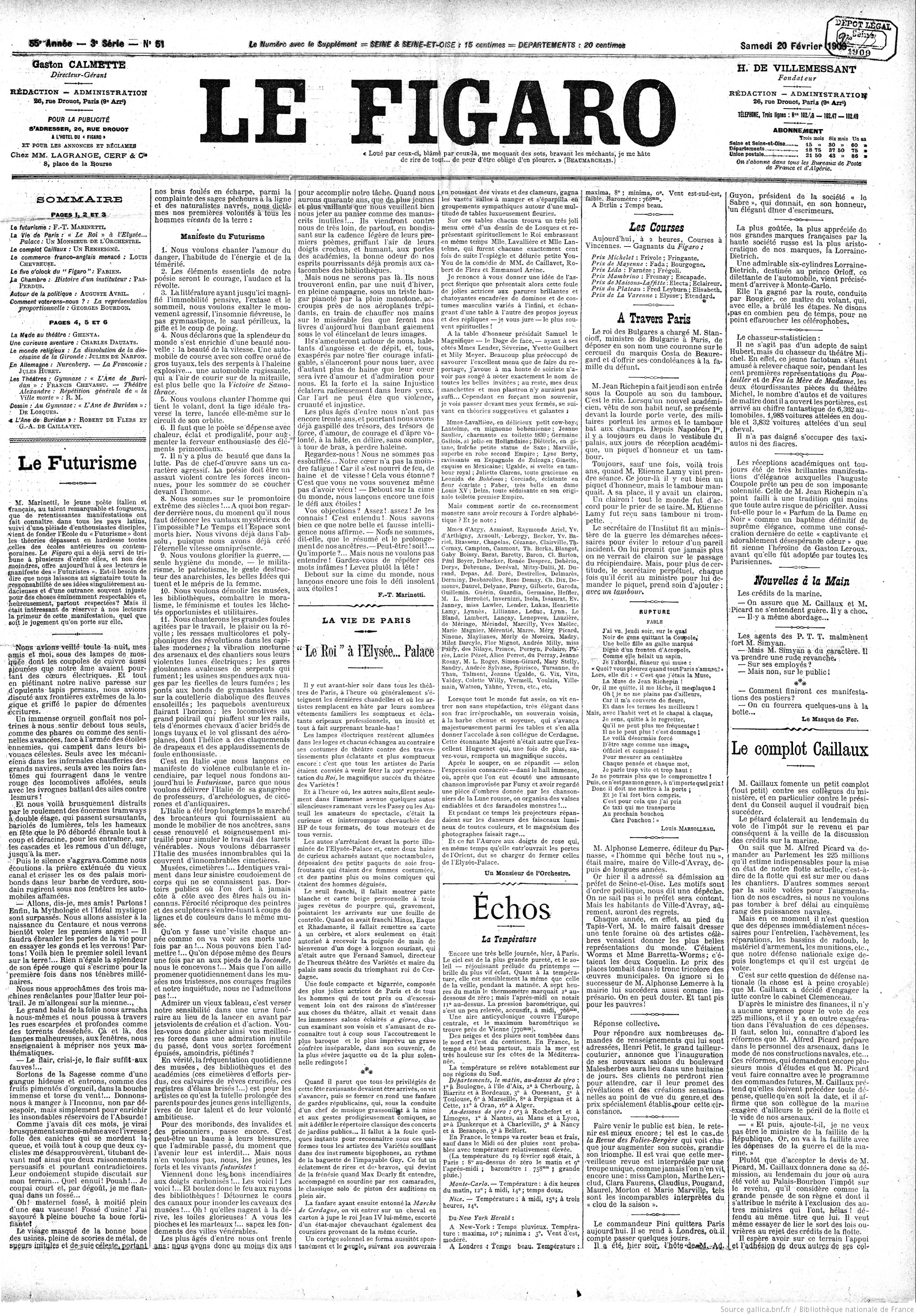
Publicación en Le Figaro del sábado 20 de febrero de 1909, en primera plana, el manifiesto de El Futurismo

El Manifiesto Futurista fue el texto que configuró las bases del movimiento futurista escrito por el poeta italiano Filippo Tommaso Marinetti a finales de 1908 y publicado en 1909 en Le Figaro de Francia.
La publicación de este manifiesto supone la inauguración del movimiento futurista y sentaría precedente para otras vanguardias, como el Manifiesto surrealista.
El manifiesto es una nítida captura de la evolución cultural italiana al comienzo del siglo XX y muestra cómo parte de la vanguardia intelectual, con el paso de los años, habría contribuido al nacimiento del fascismo. Aunque futurismo y fascismo estén separados en el tiempo, el primero apuntaba a ideas como la violencia extrema, contenida en este manifiesto; esto puede ayudar a explicar por qué el fascismo aprovecharía la oportunidad para usar con éxito su estilo y aspecto típicamente nacionalista.

## Contenido
1. Nosotros queremos cantar el amor al peligro, el hábito de la energía y de la temeridad.
2. El coraje, la audacia y la rebeldía serán elementos esenciales de nuestra poesía.
3. Nuestra pintura y arte resalta  el movimiento agresivo, el insomnio febril, la carrera, el salto mortal, la bofetada y el puñetazo.
4. Afirmamos que el esplendor del mundo se ha enriquecido con una belleza nueva: la belleza de la velocidad.
5. Queremos alabar al hombre que tiene el volante, cuya lanza ideal atraviesa la Tierra, lanzada ella misma por el circuito de su órbita.
6. Hace falta que el poeta se prodigue con ardor, fausto y esplendor para aumentar el entusiástico fervor de los elementos primordiales.
7. No hay belleza sino en la lucha. Ninguna obra de arte sin carácter agresivo puede ser considerada una obra maestra. La pintura ha de ser concebida como un asalto violento contra las fuerzas desconocidas, para reducirlas a postrarse delante del hombre.
8. ¡Estamos sobre el promontorio más elevado de los siglos! ¿Por qué deberíamos protegernos si pretendemos derribar las misteriosas puertas del Imposible? El Tiempo y el Espacio murieron ayer. Vivimos ya en lo absoluto porque ya hemos creado la eterna velocidad omnipresente.
9. Queremos glorificar la guerra —única higiene del mundo—, el militarismo, el patriotismo, el gesto destructor de los anarquistas, las ideas por las cuales se muere y el desprecio por la mujer.
10. Queremos destruir y quemar los museos, las bibliotecas, las academias variadas y combatir el moralismo, el feminismo y todas las demás cobardías oportunistas y utilitarias.
11. Cantaremos a las grandes multitudes que el trabajo agita, por el placer o por la revuelta: cantaremos a las mareas multicolores y polifónicas de las revoluciones en las capitales modernas; cantaremos al febril fervor nocturno de los arsenales y de los astilleros incendiados por violentas lunas eléctricas; a las estaciones ávidas devoradoras de serpientes que humean, en las fábricas colgadas en las nubes por los hilos de sus humaredas; en los puentes parecidos a gimnastas gigantes que salvan los ríos brillando al sol como cuchillos centelleantes; en los barcos de vapor aventureros que olfatean el horizonte, las locomotoras de ancho pecho que piafan en los raíles como enormes caballos de acero embridados con tubos, y el vuelo deslizante de los aeroplanos, cuya hélice ondea al viento como una bandera y parece aplaudir como una muchedumbre entusiasta.

Es desde Italia donde lanzaremos al mundo este manifiesto nuestro de violencia atropelladora e incendiaria, con el cual fundamos hoy el "futurismo", porque queremos liberar este país de su fétida gangrena de profesores, de arqueólogos, de cicerones y de anticuarios.

Ya durante demasiado tiempo Italia ha sido un mercado de antiguallas. Nosotros queremos liberarla de los innumerables museos que la cubren toda de cementerios innumerables.
Filippo Tommaso Marinetti, Le Figaro, 20 de febrero de 1909